# نظرية الاستحالة لآرو
نظرية الاستحالة لآرو تعتبر نظرية استحالة أرو نتيجة رئيسية في نظرية الاختيار الاجتماعي، حيث تبين أنه لا توجد قاعدة لاقتراع تراتبي قائمة على التصنيف يمكنها تلبية متطلبات نظرية الاختيار العقلاني، وعلى وجه الخصوص أظهر أرو أنه لا يمكن لأي قاعدة من هذا القبيل أن تلبي مجموعة معينة من الشروط التي تبدو بسيطة ومعقولة والتي تشمل استقلال البدائل غير ذات الصلة، والمبدأ القائل بأن الاختيار بين البديلين (أ) و(ب) لا ينبغي أن يعتمد على جودة البديل الثالث، خيار غير ذي صلة (ج).
يتم الاستشهاد بالنتيجة في أغلب الأحيان في المناقشات المتعلقة بقواعد النظام الإنتخابي، ومع ذلك فإن نظرية أرو أوسع نطاقًا إلى حد كبير، ويمكن تطبيقها على طرق صنع القرار الاجتماعي بخلاف التصويت، ولذلك فهو يعمم مفارقة كوندورسيه في التصويت، ويظهر وجود مشاكل مماثلة لكل إجراء جماعي لصنع القرار بناءً على مقارنات نسبية.
تعتبر أساليب الانتخابات التعددية مثل التصويت بالأغلبية والاختيار المصنف جولة الإعادة الفورية، حساسة للغاية للمفسدين، خاصة في المواقف التي لا يتم فيها إجبارهم، على النقيض من ذلك فإن أساليب حكم الأغلبية كوندورسيه للتصويت المصنف تقلل بشكل فريد من عدد الانتخابات الفاسدة عن طريق تقييدها في حالات نادرة تسمى الروابط الدورية، في ظل بعض النماذج المثالية لسلوك الناخبين مثل طيف اليسار واليمين عند السود، يمكن أن تختفي التأثيرات المفسدة تمامًا لهذه الأساليب.
لا تغطي نظرية السهم قواعد التصويت المقدرة، وبالتالي لا يمكن استخدامها لتحديد مدى قابليتها لتأثير المفسد. ومع ذلك، تظهر نظرية جيبارد قابلية هذه الطرق للتصويت الاستراتيجي، وتصف تعميمات نظرية أرو الحالات التي تكون فيها الطرق المصنفة عرضة لتأثير المفسد.

## الخلفية
عندما أثبت كينيث أرو نظريته في عام 1950، افتتح المجال الحديث لنظرية الاختيار الاجتماعي، وهو فرع من اقتصاديات الرفاهية يدرس آليات تجميع التفضيلات والمعتقدات عبر المجتمع، وآلية الدراسة هذه يمكن أن تكون سوقًا، أو نظام تصويت، أو دستورًا، أو حتى إطارًا أخلاقيًا.

### بديهيات أنظمة التصويت

#### التفضيلات
في سياق نظرية أرو، من المفترض أن يكون لدى المواطنين تفضيلات ترتيبية، أي ترتيب المرشحين ترتيب كلي، إذا كان A وB مرشحين أو بدائل مختلفة، إذنA ≻B يعني أن A مفضل على B، التفضيلات الفردية أو بطاقات الاقتراع مطلوبة لتلبية الخصائص البديهية للطلبات يجب أن تكون علاقة متعدية على سبيل المثال، لو كان A ≻B و B≻C ثم A≻C، فإن وظيفة الاختيار الاجتماعي هي إذن دالة رياضية تحدد الترتيبات الفردية لنظام جديد يمثل تفضيلات المجتمع بأكمله.

#### الافتراضات الأساسية
تفترض نظرية السهم كخلفية أن أي قاعدة اختيار اجتماعي غير منعدمة سوف تكون مرضية:
- المجال غير المقيد:وظيفة الاختيار الاجتماعي هي وظيفة كلية في مجال جميع الترتيبات الممكنة للنتائج، وليست مجرد وظيفة جزئية:

1. بعبارة أخرى، يتعين على النظام أن يقوم دائماً باختيار ما، ولا يمكنه أن يستسلم ببساطة عندما يكون لدى الناخبين آراء غير عادية.
2. بدون هذا الافتراض، فإن قاعدة الأغلبية تلبي بديهيات آرو من خلال الاستسلام كلما كانت هناك دورة كوندورسيه.[8]

- عدم الدكتاتورية: لا يعتمد النظام على صوت ناخب واحد فقط.

1. وهذا يضعف عدم الكشف عن هويته، صوت واحد، قيمة واحدة للسماح بالقواعد التي تعامل الناخبين بشكل غير متساو.
2. وهو يُعرّف بشكل أساسي الاختيارات الاجتماعية بأنها تلك التي تعتمد على مدخلات أكثر من شخص واحد.

- عدم الفرض: لا يتجاهل النظام الناخبين تمامًا عند الاختيار بين بعض أزواج المرشحين.[14][4]

1. بمعنى آخر، من الممكن لأي مرشح أن يهزم أي مرشح آخر، في حالة وجود مجموعة من الأصوات.[14][15]
2. غالبًا ما يتم استبدال هذا ببديهية كفاءة باريتو الأقوى، إذا كان كل ناخب يفضل A على B، فيجب على A أن يهزم B. ومع ذلك، فإن شرط عدم الفرض الأضعف يكفي.[4]

تضمن بيان أرو الأصلي للنظرية الاستجابة غير السلبية كشرط، أي أن زيادة رتبة النتيجة لا ينبغي أن تجعلهم يخسرون وبعبارة أخرى، لا ينبغي لقاعدة التصويت أن تعاقب المرشح لكونه أكثر شعبية، ومع ذلك فإن هذا الافتراض ليس ضروريًا أو مستخدمًا في برهانه إلا لاشتقاق الشرط الأضعف لكفاءة باريتو، وقام آرو لاحقًا بتصحيح بيانه عن النظرية لإزالة تضمين هذا الشرط.

#### الاستقلال
إحدى البديهيات الشائعة للاختيار العقلاني في نظرية القرار هي استقلال البدائل غير ذات الصلة (IIA)، والتي تنص على أنه عند اتخاذ قرار بين A وB، فإن رأي الفرد حول الخيار الثالث C يجب ألا يؤثر على قراره.
استقلال البدائل غير ذات الصلة (IIA)، يجب أن يعتمد التفضيل الاجتماعي بين المرشح أ والمرشح ب فقط على التفضيلات الفردية بين أ وب. وبعبارة أخرى، لا ينبغي أن يتغير التفضيل الاجتماعي من A≻B إلى B≻A إذا غيّر الناخبون تفضيلاتهم بشأن ما إذا كان ذلك أم لا A≻C. وهذا يعادل الادعاء حول استقلالية المرشحين المفسدين وتأثير المفسد عند استخدام البناء القياسي لوظيفة التنسيب.
يتم توضيح IIA أحيانًا بنكتة قصيرة للفيلسوف سيدني مورجينبيسر، الذي يطلب الحلوى، وأخبرته النادلة أنه يمكنه الاختيار بين فطيرة التوت أو فطيرة التفاح، يطلب تفاحة. وسرعان ما تعود النادلة وتشرح أن فطيرة الكرز هي أيضًا خيار يرد في هذه الحالة، سأتناول التوت الأزرق. توضح نظرية أرو أنه إذا كان المجتمع يرغب في اتخاذ قرارات مع تجنب مثل هذه التناقضات الذاتية دائمًا، فإنه لا يمكنه استخدام المعلومات المرتبة وحدها.

## نظرية

### حجة بديهية
إن مثال كوندورسيه يكفي بالفعل لرؤية استحالة وجود نظام تصويت عادل، في ظل ظروف أقوى للعدالة مما تفترضه نظرية أرو، لنفترض أن لدينا ثلاثة مرشحين A B C وثلاثة ناخبين تكون تفضيلاتهم كما يلي:
| الناخبين        | التفضيل الأول | التفضيل الثاني | التفضيل الثالث |
| --------------- | ------------- | -------------- | -------------- |
| الناخب الأول A  | A             | B              | C              |
| الناخب الثاني B | B             | C              | A              |
| الناخب الثالث C | C             | A              | B              |

إذا تم اختيار المرشح C كفائز، يمكن القول إن أي نظام تصويت عادل سيشير إلى أن المرشح B يجب أن يكون الفائز بدلاً منه، السبب هو أن اثنين من الناخبين (1 و2) يفضلان B على C، بينما يفضل ناخب واحد فقط (3) C على B، ومع ذلك، بنفس الحجة، نجد أن المرشح A مفضل على B، والمرشح C مفضل على A، وبفارق صوتين مقابل صوت واحد في كل مرة، وهذا يؤدي إلى تناقض حيث تكون تفضيلات المجتمع غير متسقة على الرغم من أن تفضيلات الأفراد منطقية A مفضل على B، وB مفضل على C، وC مفضل على A.

### بيان رسمي
بسبب هذا المثال، يعزو بعض المؤلفين إلى كوندورسيه تقديم حجة بديهية تعبّر عن جوهر نظرية أرو، ومع ذلك، فإن نظرية أرو أكثر عمومية بشكل كبير؛ حيث تنطبق على طرق اتخاذ القرارات الأخرى بخلاف الانتخابات التي تعتمد على مبدأ صوت واحد لكل شخص، مثل الأسواق أو التصويت المرجح الذي يعتمد على ترتيب الأصوات.
لنفترض أن A هو مجموعة من البدائل، تمثل تفضيلات الناخبين على A علاقة ثنائية كاملة ومتعدية تُعرف أحيانًا بالترتيب الكلي، وهي عبارة عن مجموعة فرعية R من A A تحقق الشرطين التاليين:
1. التعدي (Transitivity): إذا كان a b موجود في R وb c موجود في R فإن a c موجود في R.
2. الشمولية (Completeness): يجب أن يكون أحد العنصرين a b أو ba يجب أن يكون موجودًا في R.

يشير وجود العنصرa b في R إلى أن البديل a مفضل على البديل B، يُرمز إلى ذلك غالبًا بـ a ≻b أو aRb وتمثل مجموعة جميع التفضيلات على ( ِA)ِA π. لنفرض أن N هو عدد صحيح موجب، تكون دالة الرفاه الاجتماعي المرتبة (social welfare function is a function) هي (A)F:π إلى (A) π.

## التفسير والحلول العملية
تنص نظرية أرو على أنه لا توجد قاعدة تصويت مرتبة يمكن أن تلبي دائمًا استقلالية البدائل غير ذات الصلة، لكنها لا تذكر شيئًا عن تكرار المفسدات، أدى هذا إلى ملاحظة أرو أن معظم الأنظمة لن تعمل بشكل سيئ طوال الوقت، كل ما أثبتته هو أن جميع الأنظمة يمكن أن تعمل بشكل سيئ في بعض الأحيان.
تتخذ محاولات التعامل مع تأثيرات نظرية أرو أحد نهجين إما قبول حكمه والبحث عن أقل الطرق عرضة للإفساد، أو إسقاط واحد أو أكثر من افتراضاته، مثل التركيز على قواعد التصويت المقدرة.

### التقليل من فشل اتفاقات الاستثمار الدولية: أساليب حكم الأغلبية
المجموعة الأولى من الأساليب التي يدرسها الاقتصاديون هي قاعدة الأغلبية، أو أساليب كوندورسيه.،تحصر هذه القواعد المفسدات في المواقف التي يكون فيها حكم الأغلبية متناقضًا ذاتيًا، وتسمى دورات كوندورسيه، ونتيجة لذلك تقلل بشكل فريد من احتمال وجود تأثير مفسد بين القواعد المرتبة. في الواقع، يمكن للعديد من وظائف الرعاية الاجتماعية المختلفة تلبية شروط آرو في ظل هذه القيود للمجال، ومع ذلك، فقد ثبت أنه في ظل أي قيد من هذا القبيل، إذا كانت هناك أي وظيفة رعاية اجتماعية تلتزم بمعايير آرو، فإن طريقة كوندورسيه سوف تلتزم لمعايير أرو، يعتقد كوندورسيه أن قواعد التصويت يجب أن تلبي كلا من استقلال البدائل غير ذات الصلة ومبدأ حكم الأغلبية، أي إذا صنف معظم الناخبين أليس قبل بوب، فيجب أن تهزم أليس بوب في الانتخابات.
ولسوء الحظ، كما أثبت كوندورسيه، فإن هذه القاعدة يمكن أن تكون متعدية في بعض ملفات التفضيل، وهكذا أثبت كوندورسيه شكلًا أضعف من نظرية استحالة أرو قبل فترة طويلة من أرو، في ظل الافتراض الأقوى بأن نظام التصويت في حالة المرشحين الاثنين سيوافق على تصويت الأغلبية البسيطة.
على عكس القواعد التعددية مثل جولة الإعادة بالاختيار المرتبة (RCV) أو تعددية التفضيل الأول، تتجنب أساليب كوندورسيه تأثير المفسد في الانتخابات غير الدورية، حيث يمكن اختيار المرشحين عن طريق حكم الأغلبية. لقد وجد علماء السياسة أن مثل هذه الدورات نادرة إلى حد ما، مما يشير إلى أنها قد تكون ذات أهمية عملية محدودة، وتشير نماذج التصويت المكاني أيضًا إلى أن مثل هذه المفارقات من المحتمل أن تكون نادرة أو حتى غير موجودة.

### الطيف من اليسار إلى اليمين
بعد وقت قصير من نشر أرو نظريته، أظهر دنكان بلاك نتيجته الرائعة، وهي نظرية الناخب المتوسط. تثبت النظرية أنه إذا تم ترتيب الناخبين والمرشحين على طيف من اليسار إلى اليمين، فإن شروط أرو تكون جميعها متوافقة تمامًا، وسيتم استيفائها جميعًا من خلال أي قاعدة تلبي مبدأ كوندورسيه لحكم الأغلبية.
بشكل أكثر رسمية، تفترض نظرية بلاك أن التفضيلات لها ذروة واحدة، وسعادة الناخب مع المرشح ترتفع ثم تنخفض بينما يتحرك المرشح على طول نطاق ما، على سبيل المثال، في مجموعة من الأصدقاء يختارون إعداد مستوى الصوت للموسيقى، من المحتمل أن يكون لكل صديق مستوى الصوت المثالي الخاص به نظرًا لأن مستوى الصوت يصبح مرتفعًا جدًا أو هادئًا جدًا بشكل تدريجي، فسيكونون غير راضين بشكل متزايد، وإذا كان المجال يقتصر على الملفات الشخصية حيث يكون لكل فرد تفضيل ذو ذروة واحدة فيما يتعلق بالترتيب الخطي، فإن التفضيلات الاجتماعية تكون غير دورية، في هذه الحالة، تلبي أساليب كوندورسيه مجموعة واسعة من الخصائص المرغوبة للغاية، بما في ذلك كونها مقاومة للتلف تمامًا.
لا تعمم القاعدة بشكل كامل من الطيف السياسي إلى البوصلة السياسية، وهي نتيجة تتعلق بنظرية الفوضى ماكيلفي سكوفيلد، ومع ذلك فإن فائز كوندورسيه المحدد جيدًا موجود إذا كان توزيع الناخبين متماثلًا دورانيًا أو كان له متوسط محدد بشكل فريد، في معظم المواقف الواقعية، حيث تتبع آراء الناخبين توزيعًا طبيعيًا تقريبًا أو يمكن تلخيصها بدقة ببُعد واحد أو بعدين، تكون دورات كوندورسيه نادرة على الرغم من أنها لم يسمع عنها من قبل.

### نظريات الاستقرار المعممة
توضح نظرية كامبل كيلي أن أساليب كوندورسيه هي الفئة الأكثر مقاومة للإفساد في أنظمة التصويت المرتبة، كلما كان من الممكن لبعض أنظمة التصويت المرتبة تجنب تأثير المفسد، فإن طريقة كوندورسيه ستفعل ذلك، بمعنى آخر استبدال الطريقة المرتبة بمتغير Condorcet الخاص بها أي اختيار فائز Condorcet إذا كان موجودًا، وتشغيل الطريقة بخلاف ذلك سيمنع أحيانًا تأثير المفسد، ولكن لا يمكن أبدًا إنشاء تأثير جديد.